# Ліам Міллар
Ліам Алан Міллар (англ. Liam Alan Millar, нар. 27 вересня 1999, Торонто, Канада) — канадський футболіст, нападник швейцарського клубу «Базель» та національної збірної Канади. На умовах оренди виступає за клуб «Престон Норт-Енд».

## Клубна кар'єра
Займатися футболом Ліам Міллар почав у Канаді у віці чотирьох років у клубах аматорського рівня. У 2013 році Міллар переїздить до Англії, де він приєднався до футбольної академії лондонського «Фулгема». Через три роки молодий талант привернув до себе увагу і отримав запрошення від «Ліверпуля». Постійно граючи у молодіжних командах, Міллар не мав можливостей пробитися до основної команди. І у 2018 році він вирушив у довгострокову оренду у шотландський «Кілмарнок», де провів два сезони.
Після повернення з Шотландії Міллар знов був відправлений в оренду. Цього разу у клуб Першої Ліги Англії «Чарльтон Атлетік». 
У складі «Ліверпуля» канадець провів лише один офіційний матч у Кубку Англії. І влітку 2021 року він змінив клуб, підписавши контракт з швейцарським «Базелем».

## Збірна
У 2017 році у складі молодіжної збірної Канади Ліам Міллар брав участь у Молодіжному кубку КОНКАКАФ, що проходив у Коста-Риці.
24 березня 2018 року під час товариського матчу з командою Нової Зеландії Ліам Міллар вперше вийшов на поле у формі національної збірної Канади.
У 2019 році Міллар був внесений до заявки збірної Канади на турнір Золотий кубок КОНКАКАФ, де він зіграв у двох матчах.